# Bolton Wanderers Football Club 1995-1996
Questa voce raccoglie le informazioni riguardanti il Bolton Wanderers Football Club nelle competizioni ufficiali della stagione 1995-1996.

## Rosa
La rosa e la numerazione sono aggiornate al 5 maggio 1996.

## Risultati

### FA Premier League
| Arbitro: | Lodge (Barnsley) |

|              |           |                            |
| Bergsson 51’ | Marcatori | 17’, 84’ Ferdinand 77’ Lee |

| Arbitro: | Jones (Loughborough) |

|           |           |  |
| Yorke 75’ | Marcatori |  |

| Arbitro: | Bodenham (Looe) |

|                                        |           |                               |
| Fowler 11’, 30’, 46’, 67’ Harkness 83’ | Marcatori | 77’ Todd 81’ (rig.) Patterson |

| Arbitro: | Alcock |

|                |           |             |
| Paatelainen 1’ | Marcatori | 85’ Rideout |

| Arbitro: | Cooper (Pontypridd) |

|              |           |  |
| McGinlay 35’ | Marcatori |  |

| Arbitro: | Hart |

|               |           |  |
| Summerbee 11’ | Marcatori |  |

| Arbitro: | Poll (Tring) |

|                             |           |                      |
| Lee 15’ Hall 59’ Newton 85’ | Marcatori | 10’ Curcic 68’ Green |

| Arbitro: | Bodenham (Looe) |

|  |           |               |
|  | Marcatori | 61’ Collymore |

| Arbitro: | Cooper (Pontypridd) |

|                         |           |              |
| Kitson 9’ Beardsley 37’ | Marcatori | 19’ Bergsson |

| Arbitro: | Ashby |

|  |           |                |
|  | Marcatori | 40’, 53’ Yorke |

| Arbitro: | Dilkes |

|              |           |          |
| McGinlay 74’ | Marcatori | 2’ Quinn |

| Arbitro: | Bodenham (Looe) |

|                                           |           |  |
| Hottiger 21’ Kanchelskis 86’ Amokachi 90’ | Marcatori |  |

| Arbitro: | Lodge (Barnsley) |

|                         |           |             |
| McGinlay 40’ Ćurčić 44’ | Marcatori | 13’ Spencer |

| Arbitro: | Willard (Worthing) |

|                        |           |          |
| Platt 82’ Bergkamp 84’ | Marcatori | 76’ Todd |